# زبان‌های تونگوزی
زبان‌های تونگوزی یک خانوادهٔ زبانی است که در میان مردمان تونگوز در منچوری و شرق سیبری گویشورانی دارد. بیشتر زبان‌های تونگوز در معرض خطر نابودی‌اند. تمام ۱۳ زبان این گروه زبانی روی هم حدود ۷۵ هزار نفر گویشور دارد.
درمورد اینکه زبان‌های تونگوزی زیرشاخهٔ زبان‌های آلتایی هستند یا تنها به علت همجواری با این زبان‌ها مؤلفه‌های این خانواده را در خود گرفته‌اند اختلاف نظر است. برخی احتمال می‌دهند که این زبان‌ها دارای هم‌نیایی با زبان‌هایی چون کره‌ای، زبان‌های ژاپنی و آینو داشته‌باشد.

## دسته‌بندی
زبان‌های تونگوزی به دو شاخهٔ اصلی تقسیم می‌شوند؛ زبان‌های تونگوزی شمالی شامل:
- زبان اون که در شرق سیبری گویشورانی دارد.
- زبان اونکی که از سوی اونک‌ها در سیبری مرکزی و شمال خاوری جمهوری خلق چین بدان سخن‌می‌رانند. این زبان خود چند زیرشاخه دارد.
- زبان اودگه که در میان تونگوزهای جنوبی رواج دارد.

زبان‌های تونگوزی جنوبی که به دو شاخه بخش‌می‌شود؛ زبان منچو/جورچن که در میان مردمان جورچن/منچو رواج‌دارد. و نانای که شاخه‌های چندی دارد.